# FlatOut: Ultimate Carnage
FlatOut: Ultimate Carnage este un joc video din seria FlatOut lansat în anul 2007 de BugBear Entertainment și distribuit de Empire. Este disponibil pe PC și Xbox 360.
1. ↑  Steam
2. ↑  redump.org
3. ↑  Steam, accesat în 13 decembrie 2023